# 狩野光伸
狩野 光伸（かの みつのぶ、1974年 - ）は、日本の医学者、医師。岡山大学副理事・薬学部長・教授。医学博士。
2019-22年、外務省 外務大臣次席科学技術顧問。

## 概要
専門は医学。特にナノバイオサイエンス、癌など。
- 1993 麻布高等学校 卒業
- 1999 東京大学医学部医学科 卒業
- 1999～2002 聖路加国際病院 内科系レジデント・（2002年）内科チーフレジデント
- 2002～2006 東京大学医学部附属病院 診療登録医
- 2005 東京大学大学院医学系研究科（生殖発達加齢医学専攻老年病学）修了
- 2006～2007 東京大学ナノバイオ・インテグレーション研究拠点 特任助手
- 2007～2008 東京大学ナノバイオ・インテグレーション研究拠点 特任助教
- 2008～2012 東京大学医学部MD研究者育成プログラム室 専任講師
- 2012～2018 岡山大学大学院医歯薬学総合研究科 医薬品評価学 教授
- 2016～2017 岡山大学大学院医歯薬学総合研究科 副研究科長（併任）
- 2017～2018 岡山大学 副理事（研究担当）（併任）
- 2018～現在 岡山大学 SDGs推進企画会議 議長（併任）
- 2018～現在 岡山大学 副理事（SDGs推進担当）（併任）
- 2018～現在 岡山大学大学院ヘルスシステム統合科学研究・薬学部 教授
- 2022～現在 岡山大学薬学部長（併任）

## 活動
太字は現在併任中。
- 2010～2011 日本学術会議特任連携会員 若手アカデミー委員会若手アカデミー活動検討分科会幹事
- 2011～現在 日本DDS学会 学術評議員
- 2011～2014 日本学術会議特任連携会員 若手アカデミー委員会 副委員長
- 2011～2017 Member, The Global Young Academy (2014 Executive Committee)
- 2012 文部科学省 新学術領域研究専門委員会 ナノメディシン専門委員会 委員
- 2012～2016 Academic Editor, PLoS One
- 2012～2013 内閣府 総合科学技術会議 (CSTP) ライフイノベーション戦略協議会 構成員
- 2013～2016 東京大学医学部 非常勤講師（病理学総論）
- 2013 文部科学省 未来医療研究人材養成推進委員会 ペーパーレフェリー
- 2013～現在 日本癌学会 学術評議員
- 2014～2016 厚生労働省 戦略研究モニタリング委員
- 2014～2017 JST バイオデータベースセンター(NDBC) 統合化推進プログラム 研究アドバイザー
- 2014～2017 日本学術会議特任連携会員 若手アカデミー 副代表
- 2014～現在 JST 研究戦略開発センター (CRDS) 特任フェロー
- 2016～現在 「学術の動向」誌（日本学術協力財団）編集委員
- 2015～2017 熊本大学大学院生命科学研究部 柴三郎プログラム 外部評価委員
- 2015～2018 公益財団法人国際高等研究所 基幹プログラム「将来の地球社会を考えたときの科学技術の在り方」参加研究者
- 2017 文部科学省 基礎研究医養成活性化プログラム ペーパーレフェリー
- 2017 文部科学省 ゲノム医療実現のための研究基盤の充実・強化に関する検討会（研究振興局ライフサイエンス課）委員
- 2017～2020 一般財団法人 大学IR総研 理事
- 2017～現在 科学と社会研究会（日本学術協力財団）会員
- 2017～2018 東北大学 学際科学フロンティア研究所 客員教授
- 2017～2020 政策研究大学院大学 客員研究員
- 2017～2020 日本学術会議 連携会員・若手アカデミー会員
- 2017～現在 文部科学省 科学技術・学術審議会 臨時委員（人材委員会 委員、2019～ 第11期国際戦略委員会 主査代理）
- 2018 外務省 科学技術外交委員会 SDGsスタディグループ メンバー
- 2018～現在 日本DDS学会 理事（2022大会長）
- 2018～2020 公益財団法人アジア人口・開発協会 (APDA) 上級客員研究員
- 2018～現在 国立研究開発法人 量子科学技術研究開発機構 (QST) 客員研究員
- 2018～現在 文部科学省 科学技術・学術政策局 科学技術イノベーション政策における「政策のための科学」アドバイザリー委員会 委員
- 2018～2022 科学技術振興機構 (JST) 自己評価委員会 外部委員
- 2019～現在 公益財団法人 本田財団 業務執行理事
- 2019～2022 外務省 外務大臣次席科学技術顧問
- 2020～現在 日本学術会議 第二部 会員、広報委員会幹事・国内外発信力強化分科会委員長・学術の動向編集委員会委員、オープンサイエンス・データ利活用推進小委員会委員、フューチャー・アースの推進と連携に関する委員会委員、基礎医学委員会委員、薬学委員会委員
- 2021～現在 川崎市産業振興財団 ナノ医療イノベーションセンター 客員研究員
- 2022～現在 科学技術振興機構 (JST) 国際科学技術協力基盤整備事業における国際集会STSフォーラムに関する研究主幹 (PO)
- 2022～現在 外務省 科学技術外交連携諮問委員会 委員